# Zębowice (Opole)
Zębowice (Duits: Zembowitz) is een dorp in het Poolse woiwodschap Opole, in het district Oleski. De plaats maakt deel uit van de gemeente Zębowice. Sinds 2007 is de plaats officieel tweetalig Pools/Duits.